# 崖门镇
崖门镇是中國廣東江門市新會區南部的一個鎮，面積281平方公里，人口近4万。大廣海灣經濟区所涵蓋範圍之一。

## 地理
崖門由原崖西、崖南两鎮合併而成，西部和南部与台山市四九镇和都斛鎮，北接雙水鎮，东隔银洲湖与古井镇、沙堆镇相望，东隔黄茅海与斗门区相望，下轄21个村民委员会和2個居民委員會。鎮政府在崖西迎賓南路。
崖門气候屬亞熱帶海洋性氣候，年均氣溫22℃，年均降雨量2200毫米。崖門经济以農業和渔业为主，出產水產、稻穀、蔬果、禽畜，崖門漁港是廣東十大漁港之一。

### 崖門水道
崖門水道（英語：YaMen Watercourse）（古稱南亭門）為珠江八大入海口之一。自明清起就有東有南沙，西有崖門之記載。水道源於江門市新會區會城街道的溟祖咀，流經江門市大廣海灣經濟區（三江、雙水、古井、崖門4鎮）及珠海市。南北走向，南通黃茅海、南海，北接银洲湖。水道水域广阔，流域面积322.1平方千米，径流量23.5立方米。設有官冲水文站，建有崖门大桥连接两岸。

## 歷史
崖门鎮南边有银洲湖崖门出海口，故曰崖门。
南宋末年，发生过中国历史上著名的崖门海战。
明、清時，崖门屬瀧水都。民國時，屬第七區，1955年設立區公所，改名為崖西區。1958年10月改為人民公社，崖南分出成立国营农场，1984年恢復為崖西區，1986年改為鎮，2002年与崖南合并改名为崖门镇。2024年3月，全鎮列入大广海湾经济区至今。

## 行政區劃
崖门镇下轄2社區17村：
崖西社区、崖南社区、甜水村、黄冲村、京背村、京梅村、南合村、洞南村、洞北村、水背村、坑口村、交贝石村、田边村、古斗村、田南村、横水村、龙旺村、明苹村和梁黄屋村。

## 旅遊
- 古兜溫泉，位於古兜山山腳。
- 古兜山，主峰獅子頭為新會區區內最高的山峰。
- 銀湖灣濕地公園，原崖南圍墾，1969年在崖門水道山海口圍海造田，現今為一片濕地。
- 崖南漁港
- 星野農場

## 交通

### 主要交通幹道
- 江门大道
- 南门公路（271省道）

### 高速公路
- 西部沿海高速公路

### 公共交通
巴士
- 201 會城↔崖南
- 202 會城↔古兜溫泉
- 203 會城↔天亭↔崖西

### 橋樑
- 崖門大橋，連接崖門水道兩岸，即西岸崖門鎮和東岸古井鎮。

### 隧道
- 貓山隧道，位於崖門水道西岸，連接崖門大橋。

## 教肓
- 广州华立学院（江门校区）

## 相关
厓门奇石
容朝望〔明代〕
壮哉波心之石生绝奇，凌空屹立势如飞。鸾翔凤翥不足数，白龙跃出昆明池。
溟濛烟雾惊波里，巨鳌鼓鬣参差起。中流隐隐障狂澜，冯夷却扫三千里。
银车驾马呼天来，坐令屏息如衔枚。长鲸俯首不敢动，空馀蜃气成楼台。
飘风暴雨何迅速，深谷为陵陵为谷。惟有厓门两岸边，鹭渚鸥沙接平陆。
朝朝暮暮变桑田，青山绿水自年年。渔舟贾舶閒来往，帆樯不断行人烟。
洪涛巨浸今千载，潮落潮生长不改。毋乃龙宫推出铁昆崙，来与乾坤镇沧海。
镇沧海，何嶙峋，若比朝中是直臣。